# Филимоновский сельсовет
Филимоновский сельсовет — сельское поселение в Канском районе Красноярского края.
Административный центр — село Филимоново.

## Население
| 2010 | 2012  | 2013  | 2014  | 2015  | 2016  | 2017  |
| ---- | ----- | ----- | ----- | ----- | ----- | ----- |
| 3825 | ↘3818 | ↘3714 | ↘3546 | ↘3527 | ↘3484 | ↘3427 |

## Состав сельского поселения
В состав сельского поселения входят 5 населённых пунктов:
| № | Населённый пункт | Тип населённого пункта       | Население |
| - | ---------------- | ---------------------------- | --------- |
| 1 | Бережки          | село                         | 331       |
| 2 | Крутая Горка     | село                         | 184       |
| 3 | Левобережное     | село                         | 184       |
| 4 | Польное          | село                         | 226       |
| 5 | Филимоново       | село, административный центр | ↘2900     |

## Местное самоуправление
Филимоновский сельский Совет депутатов
Дата избрания: 14.03.2010. Срок полномочий: 5 лет. Количество депутатов: 10
Глава муниципального образования
- Волков Владимир Владимирович. Дата избрания: 14.03.2010. Срок полномочий: 5 лет